# هيدلي جونز
هيدلي جونز (بالإنجليزية: Hedley Jones)‏ هو مهندس الصوت وموسيقي ومهندس جامايكي، ولد في 12 نوفمبر 1917، وتوفي في 1 سبتمبر 2017.

## وصلات خارجية
- هيدلي جونز على موقع ميوزك برينز (الإنجليزية)